# 相沢マチ子
相沢マチ子（あいざわ まちこ）は、日本の元バドミントン選手。主に1960年代後半から1970年代に活躍し、全英オープンのダブルスで3度の優勝を果たした。その他、ユーバー杯、アジア競技大会、全日本総合でも優勝経験がある。ダブルスのパートナーは栂野尾悦子。

## 主な成績

### 国際大会
| 年   | 大会         | 種目 | 成績 | ペア       |
| ---- | ------------ | ---- | ---- | ---------- |
| 1972 | 全英オープン | WD   | 優勝 | 栂野尾悦子 |
| 1973 | 全英オープン | WD   | 優勝 | 栂野尾悦子 |
| 1975 | 全英オープン | WD   | 優勝 | 栂野尾悦子 |

### 国内大会
全日本総合選手権での主な成績は以下の通り。1968年から1973年にかけて6年連続で決勝進出し、うち5度優勝した。
| 年   | 大会             | 種目 | 成績   | ペア       |
| ---- | ---------------- | ---- | ------ | ---------- |
| 1968 | 全日本総合選手権 | WD   | 優勝   | 栂野尾悦子 |
| 1969 | 全日本総合選手権 | WD   | 優勝   | 栂野尾悦子 |
| 1970 | 全日本総合選手権 | WD   | 優勝   | 栂野尾悦子 |
| 1971 | 全日本総合選手権 | WD   | 準優勝 | 栂野尾悦子 |
| 1972 | 全日本総合選手権 | ＷＤ | 優勝   | 栂野尾悦子 |
| 1973 | 全日本総合選手権 | WD   | 優勝   | 栂野尾悦子 |